# Americus (Kansas)
Americus é uma cidade localizada no estado americano de Kansas, no Condado de Lyon.

## Demografia
Segundo o censo americano de 2000, a sua população era de 938 habitantes. 
Em 2006, foi estimada uma população de 914, um decréscimo de 24 (-2.6%).

## Geografia
De acordo com o United States Census Bureau tem uma área de 
2,8 km², dos quais 2,8 km² cobertos por terra e 0,0 km² cobertos por água. Americus localiza-se a aproximadamente 353 m acima do nível do mar.

## Localidades na vizinhança
O diagrama seguinte representa as localidades num raio de 20 km ao redor de Americus. 